# Olimpiada Polakowa
Olimpiada Gieorgijewna Polakowa, ros. Олимпиада Георгиевна Полякова (ur. w 1902 r., zm. w 1958 r. w Oberammergau) – kolaborantka podczas II wojny światowej, emigracyjna pisarka.
Urodziła się pod nazwiskiem Osipowa. Ukończyła gimnazjum w Nowoczerkasku. Pod koniec lat 20. zamieszkała w stanicy Primorsko-Achtyrskiej na Kubaniu. Następnie przeniosła się do Moskwy. Po ataku wojsk niemieckich 22 czerwca 1941 r., przebywała w Puszkinie. Kiedy miasto zajęli Niemcy, przeniosła się do Pawłowska, zaś na pocz. 1943 r. do Gatczyny. Od jesieni 1943 r. była redaktorką i autorką artykułów w kolaboracyjnym piśmie „Za rodinu”, wydawanego w Rydze. Latem 1944 r. ewakuowała się do III Rzeszy, gdzie wstąpiła do Narodowego Związku Pracujących (NTS). W obozie dla „wschodnich” uchodźców w St. Johann im Walde prowadziła wykłady dotyczące „historii i ideologii ruchu wyzwoleńczego”. Po zakończeniu wojny trafiła do obozu dla dipisów w Mönchehof koło Kassel. W celu uniknięcia represji ze strony Sowietów zmieniła nazwisko na Lidiję Timofiejewną Osipową. W 1954 r. w piśmie „Grani” zostały opublikowane jej wspomnienia wojenne pt. „Dniewnik kołłaborantki”.